# Robert Musil
Robert Musil (ur. 6 listopada 1880 w Klagenfurt am Wörthersee; zmarł 15 kwietnia 1942 roku w Genewie) – austriacki pisarz i krytyk teatralny.

## Życiorys
Był jedynym synem inżyniera Alfreda Musila i Herminy Bergauer. W latach 1882–1897 uczęszczał do szkół w wielu różnych miastach, do których był delegowany jego ojciec w sprawach zawodowych. Przerywając edukację w Wojskowej Akademii Technicznej w Wiedniu i rezygnując z kariery oficerskiej, rozpoczął studia na wydziale budowy maszyn politechniki w Brnie (ojciec Musila był wykładowcą na tejże uczelni). W 1901 Musil uzyskał dyplom inżyniera. Został asystentem Szkoły Technicznej w Stuttgarcie.
Studiował również filozofię i psychologię w Berlinie. Był bibliotekarzem Szkoły Technicznej w Wiedniu i redaktorem czasopisma Neue Rundschau. Brał udział w I wojnie światowej w randze kapitana. Po wojnie pracował jako wysoki urzędnik w ministerstwach. Jednocześnie zajmował się twórczością literacką i współpracował z prasą jako krytyk literacki. W 1938 wyemigrował przez Włochy do Szwajcarii, gdzie umarł w biedzie i osamotnieniu.

## Twórczość
Najbardziej znany jako autor niedokończonej powieści eseistyczno-psychologicznej pt. Człowiek bez właściwości (Der Mann ohne Eigenschaften, 1930-1943). Ulryk, główny bohater powieści, rozczarowany swoim życiem, próbuje odnaleźć sens życia w działalności politycznej, włączając się w akcję mającą uświetnić 70-lecie panowania cesarza Franciszka Józefa. Autor przedstawia szeroką panoramę Austro-Węgier przed I wojną światową i ukazuje mechanizmy kryzysowe ówczesnego społeczeństwa i jednostki. Rozczarowany nicością istniejących porządków świata Ulryk jest człowiekiem bez stałych właściwości i realizuje zależnie od okoliczności taką czy inną potencjalną wersję swojego „ja”.
Motywem przewodnim twórczości Musila był kryzys wartości oświeceniowych, który ogarnął Europę na początku XX wieku oraz problem etyki.
- Niepokoje wychowanka Törlessa (Die Verwirrungen des Zöglings Törless, 1906, wyd. pol. 1965)
- Zespolenia (Vereinigungen, 1911, wyd. pol. 1982)
- Marzyciele (Die Schwärmer, 1921, dramat, wyd. pol. 1964 w czasopiśmie „Dialog”)
- Vinzenz und die Freundin bedeutender Männer (1924)
- Trzy kobiety (Drei Frauen, 1924, zbiór trzech opowiadań, wyd. pol. 1963)
- Czarna magia, albo Spuścizna za życia (Nachlaß zu Lebzeiten, 1936, zbiór esejów, wyd. pol. 1989)
- Über die Dummheit (1937)
- Człowiek bez właściwości (Der Mann ohne Eigenschaften, 1930, 1932, 1943, trzecia część niedokończona, wyd. pol. 1971)

## Muzeum Roberta Musila
W Muzeum Roberta Musila w Klagenfurcie zwiedzający mają okazję zobaczyć wystawę poświęconą temu pisarzowi, opatrzoną dużą liczbą zdjęć, dokumentów i pamiętników autora i informacji na temat jego życia prywatnego. W muzeum znajduje się jeszcze ekspozycja dotycząca twórczości Christine Lavant i znanej eseistki Ingeborg Bachmann, znanej w świecie literatury pod pseudonimem Ruth Keller. Muzeum ma w swojej ofercie szeroki wybór szkoleń bądź warsztatów. Największą popularnością cieszą się „Klagenfurckie Kursy Literatury”, czyli letnie warsztaty czytania i rozumienia współczesnej literatury. Wśród uczestników komisja muzealna wybiera najlepszych 10 autorów, których dzieła prezentowane są w czasie Dni Literatury Niemieckojęzycznej, a następnie publikowane. Do dodatkowych atrakcji muzeum można zaliczyć wieczory tematyczne poświęcone twórczości znanych austriackich pisarzy.